# Seo Chang-wan
Seo Chang-wan (koreanisch 서창완, * 14. März 1997) ist ein südkoreanischer Pentathlet.

## Karriere
Im Jahr 2017 nahm Seo erstmals an einer Weltcup-Veranstaltung im Modernen Fünfkampf teil. Im polnischen Drzonków erreichte er dabei einen 6. Platz. Ein Jahr später folgte seine erste Teilnahme an den Weltmeisterschaften. In Mexiko-Stadt kam er auf den 19. Rang. Das Weltcupfinale 2022 beendete er auf Platz 2. 2023 konnte Seo im Weltcup zwei vierte Plätze erreichen und wurde im Weltcupfinale in Ankara Fünfter. Zudem qualifizierte er sich über das UIPM Ranking für die Olympischen Spiele. Zudem wurde er gemeinsam mit seinen südkoreanischen Teamkollegen Weltmeister in der Mixed-Staffel. Im olympischen Jahr 2024 gewann Seo den Weltcup in Ankara. Bei den Weltmeisterschaften in Zhengzhou holte er Gold im Team und mit der Mixed-Staffel. Im Einzel wurde er 14. Bei seinen ersten Olympischen Spielen in Paris erreichte er im Halbfinale 1503 Punkte und qualifizierte sich damit für das Finale, welches er auf Platz 7 beendete.